# Toba de Mesa Falls

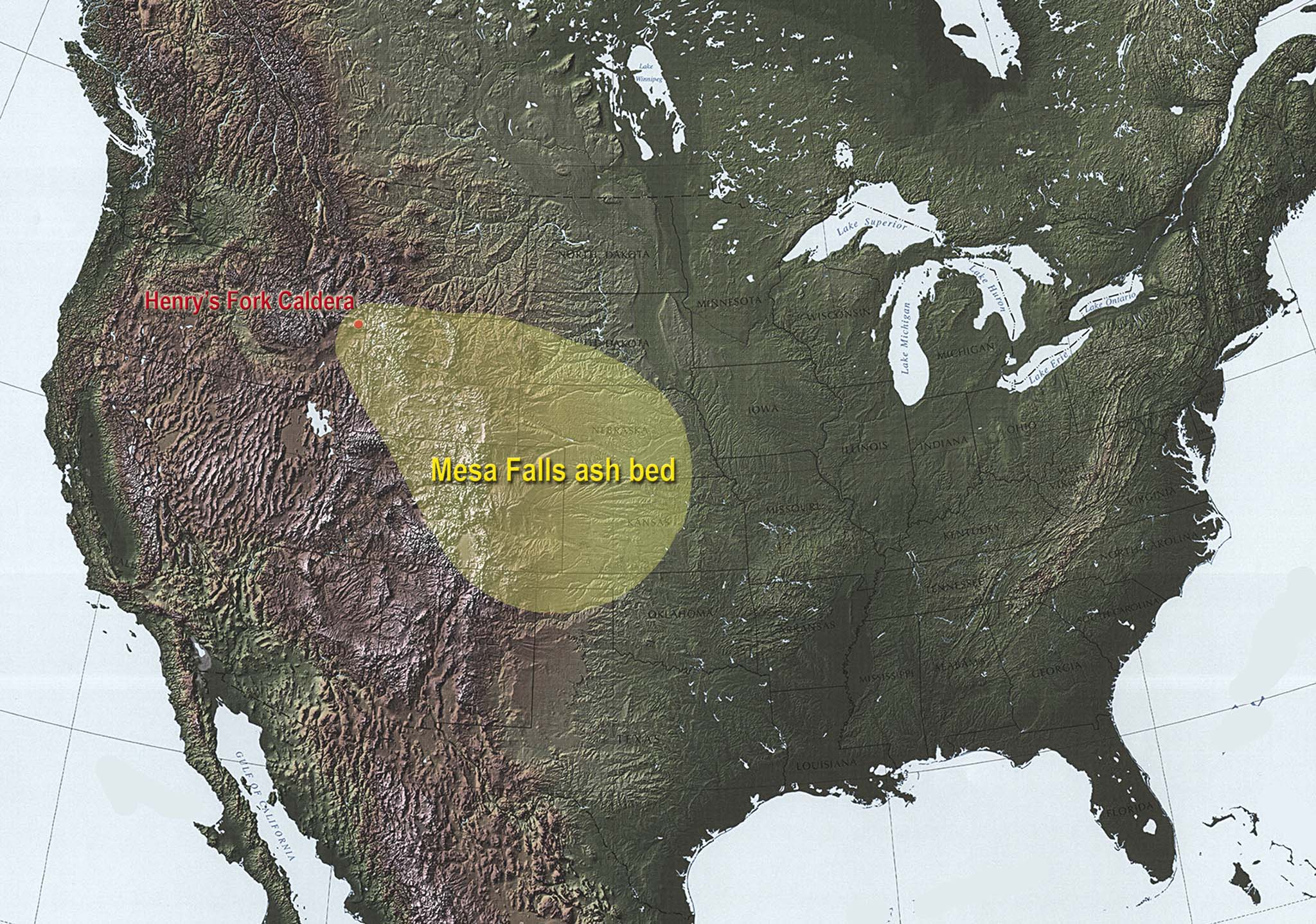
Capa de cenizas de Mesa Falls.

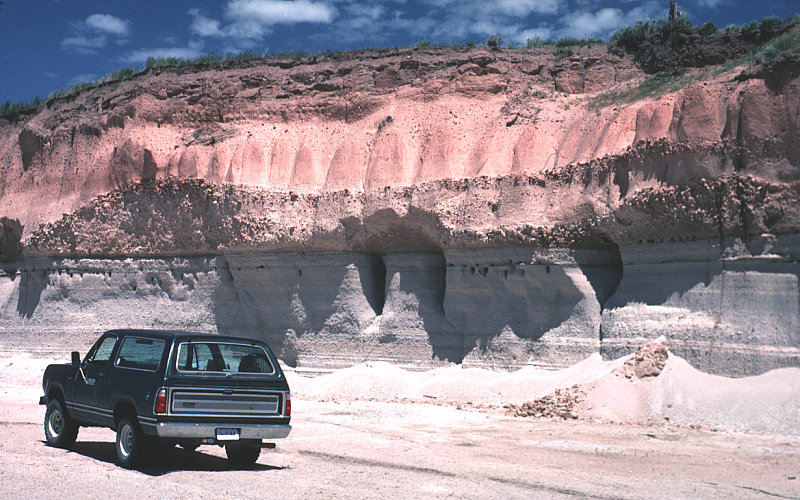
La toba de Mesa Falls queda expuesta en el borde sur las calderas de Island Park y de Henry's Fork, cerca de Ashton (Idaho).

La toba de Mesa Falls (en inglés: Mesa Falls Tuff) es una formación de toba volcánica creada por la erupción de Mesa Falls, que se produjo hace 1,3 millones de años. Esta erupción formó la caldera de Henry's Fork que se encuentra en Idaho, al oeste del Parque nacional de Yellowstone.
Es la segunda erupción más reciente que formó una caldera a partir del Punto caliente de Yellowstone y expulsó 280 km³ de material volcánico. Esta erupción fue precedida por la de la toba de Huckleberry Ridge y seguida por la de la toba de Lava Creek, ambos generados por el punto caliente de Yellowstone.